# داریل بروک
داریل بروک (انگلیسی: Daryl Brook؛ زادهٔ ۱۹ نوامبر ۱۹۶۰) بازیکن فوتبال اهل بریتانیا است.
از باشگاه‌هایی که در آن بازی کرده‌است می‌توان به باشگاه فوتبال هادرزفیلد تاون و باشگاه فوتبال ویکفیلد اشاره کرد.